# Rob Mazurek
Rob Mazurek (Jersey City, 1965) is een Amerikaanse kornettist, componist, improvisator en visuele artiest.

## Biografie
Mazurek speelde trompet en cornet op de middelbare school in Naperville (Illinois). Hij leerde voor het eerst de basis van geïmproviseerde muziek, terwijl hij jazztheorie en praktijk studeerde bij David Bloom aan de Bloom School of Jazz in Chicago. Uiteindelijk werkte hij samen met andere Chicago-muzikanten zoals Kenny Prince, Robert Barry, Jodie Christian, Lin Halliday en Earma Thompson. In 1996 vormde Mazurek samen met gitarist Jeff Parker en drummer Chad Taylor het lang bestaande Chicago Underground Collective, een eenheid die in omvang varieert van duo tot orkest. Met The Collective verdiende Mazurek de aandacht van de underground-gemeenschap van Chicago aan het begin van de 21e eeuw, wat resulteerde in spraakmakende samenwerkingen met andere genre-trotserende artiesten zoals Gastr Del Sol, Jim O'Rourke, Sam Prekop, Stereolab en Tortoise. Uit deze inspanningen is bijgevolg Isotoop 217 (opgericht door Jeff Parker) voortgekomen.
Terwijl hij in Brazilië woonde van 2000 tot 2005, bouwde Mazurek exotische soundscapes uit de geluiden van het Amazoneregenwoud, waaronder van de sidderaal, opgenomen in het INPA onderzoekslaboratorium in Manaus en audio afkomstig van stormsystemen aan de rand van Brasilia. In São Paulo ontmoette Mazurek Mauricio Takara en Guilherme Granado, zijn partners in de São Paulo Underground, een groep die zich toelegt op het verkennen en uitbreiden van Braziliaanse muzikale tradities. Oorspronkelijk geïnspireerd door een gezamenlijke commissie van het Chicago Cultural Center en Jazz Institute of Chicago, formeerde Mazurek in 2005 het Exploding Star Orchestra om de avant-gardistische muzikale tradities van Chicago te onderzoeken. Het orkest heeft sinds de oprichting een aantal uitgebreide suites in première gebracht, waaronder Sting Ray and the Beginning of Time, Cosmic Tomes for Sleepwalking Lovers, Constellations for Inner Light Projections for Bill Dixon, Stars Have Shapes,  63 Moons of Jupiter, Transgressions Suite en Galactic Parables.
Mazurek leidt momenteel een aantal ensembles, waaronder Exploding Star Orchestra, Pharaoh and the Underground (met Pharoah Sanders), Chicago Underground, Pulsar Quartet, São Paulo Underground, Skull Sessions, Sound Is Quintet, Starlicker, Mandarin Movie en Throne of the House of Good and Evil, die elk een eigen muzikale persoonlijkheid hebben. Hij heeft samengewerkt met een grote verscheidenheid aan artiesten, zoals Bill Dixon, Pharoah Sanders, Mike Ladd, Roscoe Mitchell, Yusef Lateef, Fred Anderson, Naná Vasconcelos, Mamelo Sound System, Alexandre Kassin, Marcelo Camelo en anderen. Als componist heeft Mazurek de afgelopen 30 jaar meer dan 300 originele composities geschreven en minstens 55 opnames uitgebracht bij verschillende labels, waaronder Aesthetics, Cuneiform Records, Delmark Records, Family Vineyard, Mego, Northern Spy, Submarine, Thrill Jockey en zijn eigen label Infinity Dogs. Naast zijn ensemble-inspanningen weerspiegelen de solo-inspanningen van Mazurek zijn interesse in musique concrete en elektronische geluidsmanipulatie, met publicaties bij Aesthetics, Bottrop-Boy, Delmark, Mego en Moikai die zijn spel van cornet documenteren, aangevuld met computerprogrammering, elektronische effecten en toetsenborden.
Mazurek heeft ook een aantal awards en onderscheidingen ontvangen. In 2016 ontving hij een beurs van de Graham Foundation for Advanced Studies in the Fine Arts voor de experimentele film The Farnsworth Scores in samenwerking met filmmaker Lee Anne Schmitt, die werd opgenomen in het iconische Farnsworth House van Ludwig Mies van der Rohe. In 2013 kreeg hij de opdracht om de Galactic Parables-suite te componeren door het Sant'Anna Arresi Jazz Festival in Sant'Anna Arresi, Sardinië, Italië. In 2011 kreeg hij de opdracht om de Violent Orchid Suite te componeren door het Jazz & Wine Festival in Cormons, Italië en de Transgressions Suite, ook door het Sant'Anna Arresi Jazz Festival. In 2010 ontving hij van Meet the Composer de Commissioning Music/USA-beurs voor een multimediaal werk, ontwikkeld in samenwerking met videokunstenaar/choreograaf Marianne Kim.
Daarnaast werkt Mazurek als beeldend kunstenaar (met geluid, schilderkunst en video) aan tal van internationale optredens, tentoonstellingen en kunstenaarsresidenties. Hij heeft zijn multimediawerken getoond op locaties in de Verenigde Staten en Europa, waaronder de Rothko-kapel in Houston (Texas), waar zijn schilderijen aan de kantoormuren hangen. Zijn stukken zijn ook verschenen bij Marfa Book Company (Marfa, Texas), Galleria Coletivo (São Paulo, Brazilië), Abbey Royal de Fontevraud (Fontevraud-l'Abbaye, Anjou, Frankrijk), Gantner Multi-Media Center (Bourogne, Frankrijk), Heaven Gallery (Chicago, Illinois), Naked Duck Gallery (New York, New York), Le Grande Fabrique (Dieppe (Frankrijk)) en URDLA Centre Estampe et Livre (Villeurbanne, Frankrijk).

## Discografie
als Chicago Underground
- 1998: Chicago Underground Duo 12 Degrees of Freedom (Thrill Jockey)
- 1998: Chicago Underground Orchestra Playground (Delmark Records)
- 1999: Chicago Underground Trio Possible Cube (Delmark)
- 2000: Chicago Underground Trio Flamethrower (Delmark)
- 2000: Chicago Underground Duo Synesthesia (Thrill Jockey)
- 2001: Chicago Underground Quartet Chicago Underground Quartet (Thrill Jockey)
- 2002: Chicago Underground Duo Axis and Alignment  (Thrill Jockey)
- 2004: Chicago Underground Trio Slon (Thrill Jockey)
- 2006: Chicago Underground Duo In Praise of Shadows (Thrill Jockey)
- 2007: Chicago Underground Trio Chronicle (Delmark)
- 2010: Chicago Underground Duo: Boca Negra (Thrill Jockey)
- 2014: Pharaoh and the Underground (Chicago and São Paulo Underground met Pharoah Sanders) Primative Jupiter (Clean Feed Records)
- 2014: Pharaoh and the Underground (Chicago and São Paulo Underground met Pharoah Sanders) Spiral Mercury (Clean Feed Records)
- 2012: Chicago Underground Duo Age Of Energy (Northern Spy Records)
- 2014: Chicago Underground Duo Locus (Northern Spy)
- 2020: Chicago Underground Quartet Good Days (Astral Spirits Records)

als Sao Paulo Underground
- 2006: Sao Paulo Underground Sauna: Um, Dois, Tres (Aesthetics)
- 2008: Sao Paulo Underground The Principle of Intrusive Relationships (Aesthetics)
- 2011: Sao Paulo Underground Tres Cabecas Loucuras (Cuneiform Records/Submarine)
- 2013: Sao Paulo Underground Beija Flors Velho E Sujo (Cuneiform/Infinity Dogs)
- 2016: Sao Paulo Underground Cantos Invisiveis (Cuneiform)

als Isotope 217
- 1998: Isotope 217 The Unstable Molecule (Thrill Jockey)
- 1999: Isotope 217 Utonian Automatic (Thrill Jockey)
- 2000: Isotope 217 Who Stole The I Walkman (Thrill Jockey)

als Tigersmilk
- 2003: Tigersmilk Tigersmilk (Family Vineyard)
- 2005: Tigersmilk Tales From The Bottle (Family Vineyard)
- 2007: Tigersmilk Android Love Cry (Family Vineyard)

als Exploding Star Orchestra
- 2007: Rob Mazurek's Exploding Star Orchestra We Are All from Somewhere Else (Thrill Jockey)
- 2008: Rob Mazurek's Exploding Star Orchestra Bill Dixon with Exploding Star Orchestra   (Thrill Jockey)
- 2010: Rob Mazurek's Exploding Star Orchestra Stars Have Shapes (Delmark)
- 2013: Rob Mazurek's Exploding Star Orchestra Featuring Roscoe Mitchell + Solo Works Matter Anti-Matter (Rogue Art)
- 2013: Rob Mazurek Exploding Star Electro Acoustic Ensemble The Space Between (Delmark)
- 2015: Rob Mazurek's Exploding Star Orchestra Galactic Parables: Volume 1 (Cuneiform)

als solo en anders
- 1994: Rob Mazurek Quartet Man Facing East (Hep Records)
- 1995: Rob Mazurek Quintet Badlands (Hep Records)
- 1997: Rob Mazurek Quintet Green & Blue (Hep Records)
- 1999: Orton Socket 99 Explosions (Moikai)
- 2002: Rob Mazurek Amorphic Winged (Walking Road)
- 2002: Rob Mazurek Silver Spines (Delmark)
- 2003: Rob Mazurek/Liam Gillick Thought Farming (En/Of Bottrop-Boy)
- 2004: Rob Mazurek Music For Shattered Light Box and 7 Posters (Bottrop-Boy)
- 2004: Rob Mazurek Sweet and Vicious Like Frankenstein (Mego Records)
- 2005: Mandarin Movie Mandarin Movie (Aesthetics Records)
- 2008: Rob Mazurek Abstraction on Robert D'Arbrissel (Adluna)
- 2009: Rob Mazurek Quintet Sound Is (Delmark)
- 2009: Rohrer/Mazurek/Takara/Barely Projections of a Seven Foot Ghost (Peligro)
- 2010: Rob Mazurek Calma Gente (Submarine)
- 2011: Starlicker Double Demon (Delmark)
- 2012: Rob Mazurek Pulsar Quartet Stellar Pulsations (Delmark)
- 2012: Rob Mazurek/Carlos Issa Eclusa (Submarine)
- 2013: Rob Mazurek Episodes (Wapapura)
- 2013: Rob Mazurek Octet Skull Sessions (Cuneiform)
- 2014: Rob Mazurek Mother Ode (Corbett vs Dempsey)
- 2014: Rob Mazurek Alternate Moon Cycles Waning Crescent (International Anthem Recording Co.)
- 2014: Rob Mazurek Black Cube SP Return the Tides: Ascension Suite and Holy Ghost (Cuneiform Records)
- 2015: Rob Mazurek Vortice of the Faun (Astral Spirits)
- 2016: Rob Mazurek en Emmett Kelly Alien Flower Sutra (International Anthem Recording Company)

- Bibsys: 9056466
- Bibliothèque nationale de France: cb167606917 (data)
- Gemeinsame Normdatei: 1243090146
- International Standard Name Identifier: 0000 0003 6142 7385
- Library of Congress Control Number: no00003253
- MusicBrainz: 73c34525-f9c6-4c33-9abe-007748aaebe5
- Nationale Bibliotheek van Tsjechië: xx0196712
- Système universitaire de documentation: 244010994
- Virtual International Authority File: 223922777